# Jan Vaněk (architekt)
Jan Vaněk (13. ledna 1891 Třebíč – 22. srpna 1962 Praha) byl český interiérový designér, architekt a publicista.

## Biografie
Jan Vaněk se narodil v Třebíči v roce 1891, jeho otcem byl majitel stolařské dílny. Mezi roky 1905 a 1909 studoval v Chrudimi průmyslovou školu pro zpracování dřeva, posléze do roku 1911 žil v Německu, kde pracoval v nábytkářských dílnách v Mnichově, Stuttgartu a Heilbronnu, spolupracoval také s architekty, jako byl Bruno Paul. V roce 1911 převzal dílnu svého otce a přejmenoval společnost na Uměleckoprůmyslové dílny. Postupně začal spolupracovat s architekty, jako byl Jan Kotěra a další.
Mezi lety 1919 a 1922 podle návrhu Josefa Gočára nechal vybudovat v Třebíči rondokubistickou výrobní budovu. V roce 1920 však společnost měla problémy s financemi, a tak se musela spojit s dalšími společnostmi, kdy pak sloučená společnost byla pojmenována Spojené uměleckoprůmyslové závody. V roce 1922 se stal ředitelem nové společnosti a nechal zavést sériovou výrobu nábytku, což přineslo společnosti vysoké úspory. Cílem bylo, aby moderní a funkční nábytek byl k dispozici všem vrstvám obyvatelstva. Roku 1925 byl pak Vaněk z důvodu nevyhovujících finančních výsledků společnosti z pozice ředitele odvolán.
V roce 1925 pak také založil ve spolupráci se Stanislavem Kučerou a Vilémem Hrdličkou společnost Standard, bytová společnost. Mimo jiné tato společnost navrhovala nábytek pro hotel Avion v Brně a pro vilu Tugendhat. Společnost pak byla zrušena v roce 1932. Posléze Jan Vaněk působil v Praze, kde postupně založil společnosti pod názvy Poradna moderního bydlení, Dílny pro Dům a zahradu a Vatex. Mezi lety 1936 a 1943 navrhoval také výstavy pro Uměleckoprůmyslové muzeum a mezi lety 1939 a 1944 působil jako pedagog na Baťově škole umění ve Zlíně. Působil i jako předseda Vědeckotechnické rady dřevoprůmyslu při Ministerstvu spotřebního průmyslu.

### Po roce 1945
Byl mezi prvními, kdo v roce 1946 podepsal  prokomunistické „Májové poselství kulturních pracovníků českému lidu!“ publikované před květnovými volbami do Ústavodárného Národního shromáždění. Tento předvolební manifest komunistů podepsalo celkem 843 kulturních pracovníků a komunisté volby vyhráli. V roce 1948 podepsal  prokomunistickou výzvu Kupředu, zpátky ni krok!, jež byla vydána dne 25. února 1948 pro podporu komunistického převratu. V únoru 1948 se stal členem Ústředního akčního výboru Národní fronty českých architektů  V letech 1948–1954 působil jako generální ředitel Československých dřevozpracujících závodů, v roce 1954 byl krátce ředitelem Ústřední lidové umělecké výroby. Od roku 1954 zastával vedoucí pozici ve společnosti Dřevařský vývoj, jehož hlavním programem byla výroba sektorového nábytku. Závod Dřevařský vývoj  se stal v roce 1957 předmětem ostré kritiky; ve výsledku pak došlo k zatčení a odsouzení několika představitelů této firmy (ředitel Kulka dostal osm let). Protože Jan Vaněk byl od roku 1956 nositelem Řádu práce, byl z kritiky Rudého práva později vyňat. V říjnu 1956 byl Jan Vaněk na ustavující konferenci zvolen za člena Ústředního výboru Svazu československých výtvarných umělců (SČSVU), v listopadu 1960 byl na I. Sjezdu SČSVU znovuzvolen a funkci vykonával až do své smrti.
Zemřel 22. srpna 1962 v Praze.

## Dílo
Věnoval se návrhům nábytku pro své společnosti. Navrhl interiéry bytu Karlu Čapkovi, Jaroslavu Seifertovi nebo Hugu Haasovi. Působil také jako architekt, kdy navrhl např. malometrážní domy v Černé Hoře nebo Brně-Černých Polích, spolu s Ferdinandem Fenclem pracoval na stavbě Masarykova sanatoria v Dobříši. Pracoval také jako publicista, kde sám mezi lety 1912 a 1914 vydával časopis Český interiér, v roce 1924 pak vydával časopis Bytová kultura. Působil také v redakčních radách několika dalších časopisů.
Byl členem Zemského svazu stolařů a příbuzného průmyslu na Moravě, Svazu československého díla, Bloku architektonických pokrokových spolků, Svazu socialistických architektů, Bytového a průmyslového svazu a Družstevní práce.

## Reakce
Roku 2008 byl připraven projekt širokopásmové výstavy v Muzeu města Brna. V roce 2010 byla v Muzeu hlavního města Prahy vystavena výstava věnující se životu a tvorbě Jana Vaňka.